# Iota Trianguli Australis
Iota Trianguli Australis (ι TrA, ι Trianguli Australis) é uma estrela binária na constelação de Triangulum Australe. Com uma magnitude aparente média de 5,27, é visível a olho nu em locais com boas condições de visualização. De acordo com sua paralaxe de 24,94 milissegundos de arco, está a uma distância de aproximadamente 131 anos-luz (40,0 parsecs) da Terra.
Iota Trianguli Australis é uma binária espectroscópica de linha dupla com um período orbital de 39,89 dias e excentricidade de 0,28.  A estrela principal é uma subgigante de classe F, com um tipo espectral de F4 IV. Tem uma massa que equivale a 1,56 vezes a massa solar, enquanto seu raio é igual a 1,5 vezes o raio solar. Sua atmosfera irradia energia a uma taxa 4,9 vezes maior que a solar a uma temperatura efetiva de 6 820 K, a qual lhe dá a coloração branco-amarelada típica de estrelas de classe F. É também uma variável Gamma Doradus confirmada, variando de brilho regularmente em um período de 1,4556 dias.
Um estrela de magnitude 9,7 encontra-se a 18 segundos de arco de Iota Trianguli Australis, formando uma binária óptica. Essa estrela não está gravitacionalmente ligada ao sistema.